# Rycowanie
Rycowanie (nakrawanie) – proces mechanicznego wycinania zadanych kształtów (za pomocą matryc) lub pasów (za pomocą obrotowych nożyków) z folii samoprzylepnej, papieru samoprzylepnego itp., bez przecięcia podłoża, do którego są przylepione. Po rycowaniu możliwe jest odklejenie części użytkowej z pozostawieniem na podłożu zbędnych resztek.
Innym zastosowaniem rycowania jest nacinanie kartonu lub tektury w zaprojektowanych miejscach zagięć, mających dać wyraźnie, ostre krawędzie opakowań pudełkowych. Stosowane jest w tych miejscach, które nie będą wielokrotnie zginane podczas użytkowania.